# Marina Iossifowna Gerschenowitsch

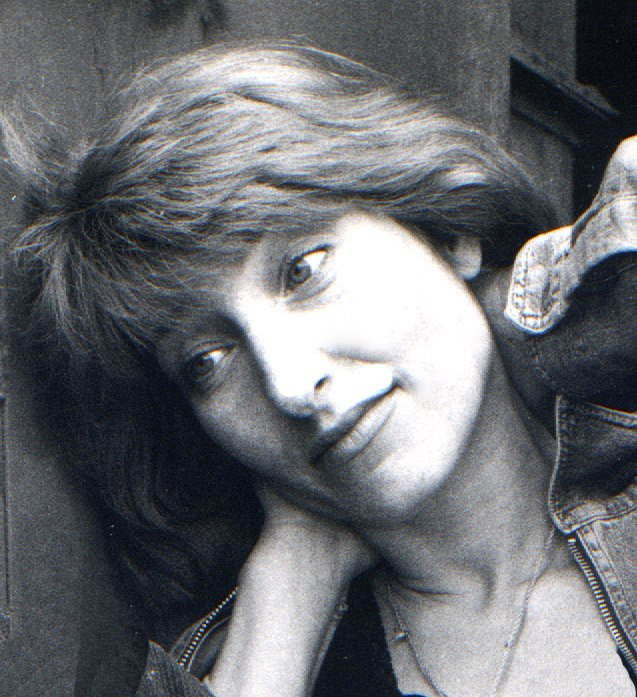
Marina Iossifowna Gerschenowitsch

Marina Iossifowna Gerschenowitsch (russisch Марина Иосифовна Гершенович, wiss. Transliteration Marina Iosifovna Geršenovič; * 28. September 1960 in Nowosibirsk) ist eine russische Lyrikerin, Essayistin und Übersetzerin.

## Leben
Gerschenowitsch übersetzt vorwiegend Lyrik aus dem Deutschen und Englischen in die russische Sprache, zum Beispiel Mascha Kaléko, Gertrud Kolmar und Ingeborg Bachmann. Das Buch Mascha Kaleko: Žizn' i stihi (Маша Калеко. Жизнь и стихи /„Mascha Kaleko: Das Leben & Gedichte“) erschien im Juni 2007 zum 100. Geburtstag von Mascha Kaleko in Chișinău im Depozit en Gros Verlag, wodurch Kaleko zum ersten Mal russischen Lesern zugänglich wurde.
Gerschenowitsch ist außerdem seit 1978 Liedermacherin und spielt Gitarre. Ihre Gedichte wurden in Russland von bekannten Liedermachern und Sängern wie Elena Frolova, Valentina Ponomareva oder Evgenia Loginova vertont und in deren Repertoire aufgenommen.
Gerschenowitsch lebt seit 1998 in Düsseldorf.

## Preise und Auszeichnungen
- Preisträgerin des Festivals für Liedermacher in Russland, dem Gruschin-Festival (Гру́шинский фестиваль /  Grušinskij Festival)
- 2004 erster Preis („Die Goldene Krone“) beim internationalen Poesie-Wettbewerb in London Puschkin in Britannien (Пушкин в Британии / Puškin v Britanii)

## Werke
- Razgovory na rasput’e (Разговоры на распутье/Die Gespräche auf der Wegkreuzung), Nowosibirsk, 1995 (Illustration des Titelblattes durch Tatiana Miller (Татьяна Миллер))
- V poiskah angela (В поисках ангела / Auf der Suche nach einem Engel), Sankt-Petersburg 2002, ISBN 5-93898-020-8.
- Kniga na četveryh (Книга на четверых / Das Buch für die Vier), Sankt-Petersburg, 2005 (Sammelband zusammen mit Arkadi Suvorov, Michail Basin und Pavel Schkarin)
- Mascha Kaleko: Žizn’ i stihi (Маша Калеко. Жизнь и стихи / Mascha Kaleko: Das Leben & Gedichte), Chisinau, 2007